# Chisholm (Maine)
Chisholm – jednostka osadnicza w Stanach Zjednoczonych, w stanie Maine, w hrabstwie Franklin.